# Italië op het wereldkampioenschap voetbal 2010
Italië was een van de deelnemende landen aan het wereldkampioenschap voetbal 2010 in Zuid-Afrika. Na het succesvol afronden van de kwalificatie was Italië verzekerd van de zeventiende deelname aan de WK-eindronde. Vier keer wist Italië de eindstrijd te winnen, in 1934 gebeurde dat in Italië zelf, in 1938 in Frankrijk en in 1982 in Spanje. Ten slotte won het ook het vorige wereldkampioenschap, dat in 2006 in Duitsland plaatsvond. In de finale werd na verlenging en strafschoppen Frankrijk verslagen.

## WK-kwalificatie
Als UEFA-lid diende Italië zich te kwalificeren via de voorrondes in Europa. Op basis van eerder behaalde resultaten vond de loting plaats waarmee negen groepen werden gevormd. Italië werd ingedeeld in Groep 8, samen met Bulgarije, Cyprus, Georgië, Ierland en Montenegro. Er werden twee wedstrijden tegen elke tegenstander gespeeld in een thuis- en uitwedstrijd. De groepswinnaars kwalificeerden zich direct voor de eindronde en de acht beste nummers twee konden zich kwalificeren via een knock-outronde.
Italië begon niet erg overtuigend aan de kwalificatiewedstrijden. De eerste twee wedstrijden werden gewonnen maar tegen Bulgarije liepen ze tegen het eerste puntverlies op, 0-0. Vervolgens werd tweemaal gewonnen van Montenegro. Daarna werd 1-1 gespeeld tegen Ierland. Door de hierop volgende 2-0 winst op Georgië was Italië reeds geplaatst voor het wereldkampioenschap.
De selectie moest na het gewonnen toernooi in 2006 verjongd worden. Bondscoach Marcello Lippi probeerde in de kwalificatiereeks in totaal 38 spelers uit. Met name in de voorhoede wisselen vele spelers elkaar af.

### Kwalificatiereeks
|                              |                          |         |                            |                                                                                             |
| 6 september 2008 21:45 UTC+3 | Cyprus                   | 1 – 2   | Italië                     | Antonis Papadopoulos Stadium, Larnaca Toeschouwers: 6.000 Scheidsrechter: Pieter Vink (NED) |
| 6 september 2008 21:45 UTC+3 | Efstathios Aloneftis 28' | verslag | 8' 90+2' Antonio Di Natale | Antonis Papadopoulos Stadium, Larnaca Toeschouwers: 6.000 Scheidsrechter: Pieter Vink (NED) |

|                               |                          |         |         |                                                                                  |
| 10 september 2008 20:50 UTC+2 | Italië                   | 2 – 0   | Georgië | Stadio Friuli, Udine Toeschouwers: 27.164 Scheidsrechter: Thomas Einwaller (AUT) |
| 10 september 2008 20:50 UTC+2 | Daniele De Rossi 17' 89' | verslag |         | Stadio Friuli, Udine Toeschouwers: 27.164 Scheidsrechter: Thomas Einwaller (AUT) |

|                             |           |       |        |                                                                                        |
| 11 oktober 2008 21:15 UTC+3 | Bulgarije | 0 – 0 | Italië | Vasil Levski Stadion, Sofia Toeschouwers: 35.000 Scheidsrechter: Stéphane Lannoy (FRA) |
| 11 oktober 2008 21:15 UTC+3 | verslag   |       |        | Vasil Levski Stadion, Sofia Toeschouwers: 35.000 Scheidsrechter: Stéphane Lannoy (FRA) |

|                             |                          |         |                   |                                                                              |
| 15 oktober 2008 20:50 UTC+2 | Italië                   | 2 – 1   | Montenegro        | Via del Mare, Lecce Toeschouwers: 20.162 Scheidsrechter: Pedro Proença (POR) |
| 15 oktober 2008 20:50 UTC+2 | Alberto Aquilani 8', 29' | verslag | 19' Mirko Vučinić | Via del Mare, Lecce Toeschouwers: 20.162 Scheidsrechter: Pedro Proença (POR) |

|                           |            |         |                                               |                                                                                           |
| 28 maart 2009 20:45 UTC+1 | Montenegro | 0 – 2   | Italië                                        | Stadion Pod Goricom, Podgorica Toeschouwers: 10.500 Scheidsrechter: Martin Atkinson (ENG) |
| 28 maart 2009 20:45 UTC+1 |            | verslag | 11' (pen.) Andrea Pirlo 73' Giampaolo Pazzini | Stadion Pod Goricom, Podgorica Toeschouwers: 10.500 Scheidsrechter: Martin Atkinson (ENG) |

|                          |                       |         |                  |                                                                                   |
| 1 april 2009 20:50 UTC+2 | Italië                | 1 – 1   | Ierland          | Stadio San Nicola, Bari Toeschouwers: 48.000 Scheidsrechter: Wolfgang Stark (GER) |
| 1 april 2009 20:50 UTC+2 | Vincenzo Iaquinta 10' | verslag | 87' Robbie Keane | Stadio San Nicola, Bari Toeschouwers: 48.000 Scheidsrechter: Wolfgang Stark (GER) |

|                              |         |         |                                     |                                                                                           |
| 5 september 2009 22:00 UTC+4 | Georgië | 0 – 2   | Italië                              | Boris Paitsjadzestadion, Tbilisi Toeschouwers: 32.000 Scheidsrechter: Marcin Borski (POL) |
| 5 september 2009 22:00 UTC+4 |         | verslag | 56' (e.d.) 66' (e.d.) Kacha Kaladze | Boris Paitsjadzestadion, Tbilisi Toeschouwers: 32.000 Scheidsrechter: Marcin Borski (POL) |

|                              |                                        |         |           |                                                                                  |
| 9 september 2009 20:50 UTC+2 | Italië                                 | 2 – 0   | Bulgarije | Stadio Olimpico, Turijn Toeschouwers: 26.122 Scheidsrechter: Florian Meyer (GER) |
| 9 september 2009 20:50 UTC+2 | Fabio Grosso 11' Vincenzo Iaquinta 40' | verslag |           | Stadio Olimpico, Turijn Toeschouwers: 26.122 Scheidsrechter: Florian Meyer (GER) |

|                             |                                    |         |                                           |                                                                           |
| 10 oktober 2009 20:00 UTC+1 | Ierland                            | 2 – 2   | Italië                                    | Croke Park, Dublin Toeschouwers: 70.670 Scheidsrechter: Terje Hauge (NOR) |
| 10 oktober 2009 20:00 UTC+1 | Glenn Whelan 8' Seán St Ledger 87' | verslag | 26'Mauro Camoranesi 90' Alberto Gilardino | Croke Park, Dublin Toeschouwers: 70.670 Scheidsrechter: Terje Hauge (NOR) |

|                             |                                 |         |                                              |                                                                                   |
| 14 oktober 2009 20:00 UTC+2 | Italië                          | 3 – 2   | Cyprus                                       | Stadio Ennio Tardini, Parma Toeschouwers: 15.009 Scheidsrechter: Alon Yefet (ISR) |
| 14 oktober 2009 20:00 UTC+2 | Alberto Gilardino 78' 81' 90+2' | verslag | 12' Constantinos Makrides 48' Chrysis Michae | Stadio Ennio Tardini, Parma Toeschouwers: 15.009 Scheidsrechter: Alon Yefet (ISR) |

### Eindstand Groep 8
| Team       | Wed | W | G | V | DV | DT | +/- | Ptn |
| ---------- | --- | - | - | - | -- | -- | --- | --- |
| Italië     | 10  | 7 | 3 | 0 | 18 | 7  | 11  | 24  |
| Ierland    | 10  | 4 | 6 | 0 | 12 | 8  | 4   | 18  |
| Bulgarije  | 10  | 3 | 5 | 2 | 17 | 13 | 4   | 14  |
| Cyprus     | 10  | 2 | 3 | 5 | 14 | 16 | –2  | 9   |
| Montenegro | 10  | 1 | 6 | 3 | 9  | 14 | –5  | 9   |
| Georgië    | 10  | 0 | 3 | 7 | 7  | 19 | –12 | 3   |

### Meest gebruikte spelers
| Naam               | Duels | Goals |
| ------------------ | ----- | ----- |
| Fabio Cannavaro    | 9     | 0     |
| Daniele De Rossi   | 9     | 2     |
| Gianluca Zambrotta | 9     | 0     |
| Gianluigi Buffon   | 7     | 0     |
| Simone Pepe        | 7     | 0     |
| Antonio Di Natale  | 7     | 2     |
| Giorgio Chiellini  | 7     | 0     |
| Andrea Pirlo       | 7     | 1     |
| Alberto Gilardino  | 6     | 4     |
| Mauro Camoranesi   | 6     | 1     |
| Vincenzo Iaquinta  | 6     | 2     |

## Oefeninterlands
Italië speelde drie oefeninterlands in de aanloop naar het WK voetbal in Zuid-Afrika.

|                                          |        |       |          |                                                                                |
| 3 maart 2010 Vriendschappelijk 20:45 uur | Italië | 0 – 0 | Kameroen | Stade Louis II, Monaco Toeschouwers: 10.752 Scheidsrechter: Saïd Ennjimi (FRA) |
| 3 maart 2010 Vriendschappelijk 20:45 uur |        |       |          | Stade Louis II, Monaco Toeschouwers: 10.752 Scheidsrechter: Saïd Ennjimi (FRA) |

|                                         |                      |       |                                    |                                                                                           |
| 3 juni 2010 Vriendschappelijk 19:15 uur | Italië               | 1 – 2 | Mexico                             | Koning Boudewijnstadion, Brussel Toeschouwers: 30.000 Scheidsrechter: Johan Verbist (BEL) |
| 3 juni 2010 Vriendschappelijk 19:15 uur | Leonardo Bonucci 89' |       | 17' Carlos Vela 84' Alberto Medina | Koning Boudewijnstadion, Brussel Toeschouwers: 30.000 Scheidsrechter: Johan Verbist (BEL) |

|                                         |                  |       |                        |                                                                                     |
| 5 juni 2010 Vriendschappelijk 20:45 uur | Zwitserland      | 1 – 1 | Italië                 | Stade de Genève, Genève Toeschouwers: 30.000 Scheidsrechter: Hervé Piccirillo (FRA) |
| 5 juni 2010 Vriendschappelijk 20:45 uur | Gökhan Inler 10' |       | 14' Fabio Quagliarella | Stade de Genève, Genève Toeschouwers: 30.000 Scheidsrechter: Hervé Piccirillo (FRA) |

## WK-selectie
| Nummer / Naam   | Nummer / Naam       | Club            | Geboortedatum | Duels | Goal | Kreeg geel | Kreeg voor de tweede keer geel en dus rood | Weggestuurd |      |
| Doel            | Doel                | Doel            | Doel          | Doel  | Doel | Doel       | Doel                                       | Doel        | Doel |
| --------------- | ------------------- | --------------- | ------------- | ----- | ---- | ---------- | ------------------------------------------ | ----------- | ---- |
| 1               | Gianluigi Buffon    | Juventus FC     | 28.01.1978    | 1     | 0    | 0          | 0                                          | 0           |      |
| 12              | Federico Marchetti  | Cagliari Calcio | 07.02.1983    | 3     | 0    | 0          | 0                                          | 0           |      |
| 14              | Morgan De Sanctis   | SSC Napoli      | 26.03.1977    | 0     | 0    | 0          | 0                                          | 0           |      |
| Verdediging     |                     |                 |               |       |      |            |                                            |             |      |
| 2               | Christian Maggio    | SSC Napoli      | 11.02.1982    | 1     | 0    | 0          | 0                                          | 0           |      |
| 3               | Domenico Criscito   | Genoa CFC       | 30.12.1986    | 3     | 0    | 0          | 0                                          | 0           |      |
| 4               | Giorgio Chiellini   | Juventus FC     | 14.08.1984    | 3     | 0    | 1          | 0                                          | 0           |      |
| 5               | Fabio Cannavaro     | Juventus FC     | 13.09.1973    | 3     | 0    | 1          | 0                                          | 0           |      |
| 13              | Salvatore Bocchetti | Genoa CFC       | 30.11.1986    | 0     | 0    | 0          | 0                                          | 0           |      |
| 19              | Gianluca Zambrotta  | AC Milan        | 19.02.1977    | 3     | 0    | 0          | 0                                          | 0           |      |
| 23              | Leonardo Bonucci    | AS Bari         | 01.05.1987    | 0     | 0    | 0          | 0                                          | 0           |      |
| Middenveld      |                     |                 |               |       |      |            |                                            |             |      |
| 6               | Daniele De Rossi    | AS Roma         | 24.07.1983    | 3     | 1    | 0          | 0                                          | 0           |      |
| 7               | Simone Pepe         | Udinese Calcio  | 30.08.1983    | 3     | 0    | 1          | 0                                          | 0           |      |
| 8               | Gennaro Gattuso     | AC Milan        | 09.01.1978    | 1     | 0    | 0          | 0                                          | 0           |      |
| 15              | Claudio Marchisio   | Juventus FC     | 19.01.1986    | 2     | 0    | 0          | 0                                          | 0           |      |
| 16              | Mauro Camoranesi    | Juventus FC     | 04.10.1976    | 2     | 0    | 1          | 0                                          | 0           |      |
| 17              | Angelo Palombo      | UC Sampdoria    | 25.09.1981    | 0     | 0    | 0          | 0                                          | 0           |      |
| 21              | Andrea Pirlo        | AC Milan        | 19.05.1979    | 1     | 0    | 0          | 0                                          | 0           |      |
| 22              | Riccardo Montolivo  | ACF Fiorentina  | 18.01.1985    | 3     | 0    | 0          | 0                                          | 0           |      |
| Aanval          |                     |                 |               |       |      |            |                                            |             |      |
| 9               | Vincenzo Iaquinta   | Juventus FC     | 21.11.1979    | 3     | 1    | 0          | 0                                          | 0           |      |
| 10              | Antonio Di Natale   | Udinese Calcio  | 13.10.1977    | 3     | 1    | 0          | 0                                          | 0           |      |
| 11              | Alberto Gilardino   | ACF Fiorentina  | 05.07.1982    | 2     | 0    | 0          | 0                                          | 0           |      |
| 18              | Fabio Quagliarella  | SSC Napoli      | 31.01.1983    | 1     | 1    | 1          | 0                                          | 0           |      |
| 20              | Giampaolo Pazzini   | UC Sampdoria    | 02.08.1984    | 1     | 0    | 0          | 0                                          | 0           |      |
| Bondscoach      |                     |                 |               |       |      |            |                                            |             |      |
| Vlag van Italië | Marcello Lippi      |                 | 12.04.1948    |       |      |            |                                            |             |      |

## WK-wedstrijden

### Groep F
Italië werd ingedeeld in poule F met Paraguay, Slowakije en Nieuw-Zeeland.

|                        |                      |                  |                     |                                                                                        |
| 14 juni 2010 20:30 uur | Italië               | 1 – 1            | Paraguay            | Groenpuntstadion, Kaapstad Toeschouwers: 62.869 Scheidsrechter: Benito Archundia (MEX) |
| 14 juni 2010 20:30 uur | Daniele De Rossi 63' | Wedstrijdverslag | 39' Antolín Alcaraz | Groenpuntstadion, Kaapstad Toeschouwers: 62.869 Scheidsrechter: Benito Archundia (MEX) |

|                        |                              |                  |                 |                                                                                      |
| 20 juni 2010 16:00 uur | Italië                       | 1 – 1            | Nieuw-Zeeland   | Mbombela Stadion, Nelspruit Toeschouwers: 38.229 Scheidsrechter: Carlos Batres (GUA) |
| 20 juni 2010 16:00 uur | Vincenzo Iaquinta 29' (pen.) | Wedstrijdverslag | 7' Shane Smeltz | Mbombela Stadion, Nelspruit Toeschouwers: 38.229 Scheidsrechter: Carlos Batres (GUA) |

|                        |                                         |                  |                                                |                                                                                |
| 24 juni 2010 16:00 uur | Slowakije                               | 3 – 2            | Italië                                         | Ellispark, Johannesburg Toeschouwers: 53.412 Scheidsrechter: Howard Webb (ENG) |
| 24 juni 2010 16:00 uur | Róbert Vittek 25' 73' Kamil Kopúnek 89' | Wedstrijdverslag | 81' Antonio Di Natale 90+2' Fabio Quagliarella | Ellispark, Johannesburg Toeschouwers: 53.412 Scheidsrechter: Howard Webb (ENG) |

### Eindstand
| Land          | Wed | Win | Gel | Ver | DV | DT | +/- | Pnt |
| ------------- | --- | --- | --- | --- | -- | -- | --- | --- |
| Paraguay      | 3   | 1   | 2   | 0   | 3  | 1  | 2   | 5   |
| Slowakije     | 3   | 1   | 1   | 1   | 4  | 5  | –1  | 4   |
| Nieuw-Zeeland | 3   | 0   | 3   | 0   | 2  | 2  | 0   | 3   |
| Italië        | 3   | 0   | 2   | 1   | 4  | 5  | –1  | 2   |

FIGC · A-internationals · Selecties · Bondscoaches · Italiaans vrouwenelftal · Olympisch elftal · Italië U21 · Italië U20 · Italië U19 · Italië U18 · Italië U17 · Italië U16 · Vrouwen U17
1910 – 1919 ·
1920 – 1929 ·
1930 – 1939 ·
1940 – 1949 ·
1950 – 1959 ·
1960 – 1969 ·
1970 – 1979 ·
1980 – 1989 ·
1990 – 1999 ·
2000 – 2009 ·
2010 – 2019 ·
2020 − 2029
EK's: 1968 · 
1980 · 
1988 · 
1996 · 
2000 · 
2004 · 
2008 · 
2012 · 
2016 ·
2020 ·
2024
WK's: 1934 · 
1938 · 
1950 · 
1954 · 
1962 · 
1966 · 
1970 · 
1974 · 
1978 · 
1982 · 
1986 · 
1990 · 
1994 · 
1998 · 
2002 · 
2006 · 
2010 · 
2014
OS: 1912 · 
1920 · 
1924 · 
1928 · 
1936 · 
1948 · 
1952 · 
1960 · 
1984 · 
1988 · 
1992 · 
1996 · 
2000 · 
2004 · 
2008
1911 · 
1912 · 
1913 · 
1914 · 
1915 · 
1916 · 1917 · 1918 · 1919 · 
1920 · 
1921 · 
1922 · 
1923 · 
1924 · 
1925 · 
1926 · 
1927 · 
1928 · 
1929 · 
1930 · 
1931 · 
1932 · 
1933 · 
1934 · 
1935 · 
1936 · 
1937 · 
1938 · 
1939 · 
1940 · 
1941 · 
1942 · 
1943 · 1944 · 
1945 · 
1946 · 
1947 · 
1948 · 
1949 · 
1950 · 
1952 · 
1952 · 
1953 · 
1954 · 
1955 · 
1956 · 
1957 · 
1958 · 
1959 · 
1960 · 
1961 · 
1962 · 
1963 · 
1964 · 
1965 · 
1966 · 
1967 · 
1968 · 
1969 · 
1970 · 
1971 · 
1972 · 
1973 · 
1974 · 
1975 · 
1976 · 
1977 · 
1978 · 
1979 · 
1980 · 
1981 · 
1982 · 
1983 · 
1984 · 
1985 · 
1986 · 
1987 · 
1988 · 
1989 · 
1990 ·
1991 · 
1992 · 
1993 · 
1994 · 
1995 · 
1996 · 
1997 · 
1998 · 
1999 · 
2000 · 
2001 · 
2002 · 
2003 · 
2004 · 
2005 · 
2006 · 
2007 · 
2008 · 
2009 · 
2010 · 
2011 · 
2012 · 
2013 · 
2014 · 
2015 · 
2016 · 
2017 ·
2018 ·
2019 ·
2020 ·
2021 ·
2022 ·
2023 ·
2024
Albanië ·
Algerije ·
Argentinië ·
Armenië ·
Australië ·
Azerbeidzjan ·
België ·
Bosnië en Herzegovina ·
Brazilië ·
Bulgarije ·
Canada ·
Chili ·
China ·
Costa Rica ·
Cyprus ·
DDR ·
Denemarken ·
Duitsland ·
Ecuador ·
Egypte ·
Engeland ·
Estland ·
Faeröer ·
Finland ·
Frankrijk ·
Georgië ·
Ghana ·
Griekenland ·
Haïti ·
Hongarije ·
Ierland ·
IJsland ·
Israël ·
Ivoorkust ·
Japan ·
Joegoslavië ·
Kameroen ·
Kroatië ·
Liechtenstein · 
Litouwen ·
Luxemburg ·
Malta ·
Marokko ·
Mexico ·
Moldavië ·
Montenegro ·
Nederland ·
Nieuw-Zeeland ·
Nigeria ·
Noord-Ierland ·
Noord-Korea ·
Noord-Macedonië ·
Noorwegen ·
Oekraïne ·
Oostenrijk ·
Paraguay ·
Peru ·
Polen ·
Portugal ·
Roemenië ·
Rusland ·
San Marino ·
Saoedi-Arabië ·
Schotland ·
Servië ·
Servië en Montenegro ·
Slovenië ·
Slowakije ·
Sovjet-Unie ·
Spanje ·
Tsjechië ·
Tsjecho-Slowakije ·
Tunesië ·
Turkije ·
Uruguay ·
Venezuela ·
Verenigde Staten ·
Wales ·
Wit-Rusland ·
Zuid-Afrika ·
Zuid-Korea ·
Zweden ·
Zwitserland
Argentinië (1982) · 
Australië (2006) · 
België (2016) · 
België (2021) · 
Brazilië (1970) · 
Brazilië (1982) · 
Brazilië (1994) · 
Costa Rica (2014) · 
Duitsland (2006) · 
Duitsland (2012) · 
Engeland (2012) ·
Engeland (2014) ·
Engeland (2021) ·
Frankrijk (2000) · 
Frankrijk (2006) · 
Frankrijk (2008) · 
Ghana (2006) · 
Hongarije (1938) · 
Ierland (2012) · 
Joegoslavië (1968) · 
Kameroen (1982) · 
Kroatië (2012) · 
Nederland (2008) · 
Nieuw-Zeeland (2010) · 
Oekraïne (2006) · 
Oostenrijk (2021) · 
Paraguay (2010) · 
Peru (1982) · 
Polen (1982, 1) · 
Polen (1982, 2) · 
Roemenië (2008) · 
Spanje (2008) ·
Spanje (2012, 1) ·
Spanje (2012, 2) ·
Spanje (2016) ·
Spanje (2021) ·
Tsjechië (2006) · 
Turkije (2021) · 
Uruguay (2014) · 
Verenigde Staten (2006) · 
Wales (2021) · 
West-Duitsland (1982) · 
Zweden (2016) · 
Zwitserland (2021)